# Kanał żeglugowy boczny
Kanał żeglugowy boczny (lateralny) – rodzaj kanału żeglugowego, którego zadaniem jest ominięcie na szlaku żeglugowym występującej przeszkody uniemożliwiającej lub utrudniającej żeglugę oraz ominięcie odcinków naturalnych dróg wodnych, których parametry nie spełniają przyjętych wymagań. Termin odnosi się także do kanałów stanowiący cięciwę dla zakola (lub większej liczby zakoli) rzeki albo innego cieku, zmniejszających długość śródlądowej drogi wodnej.

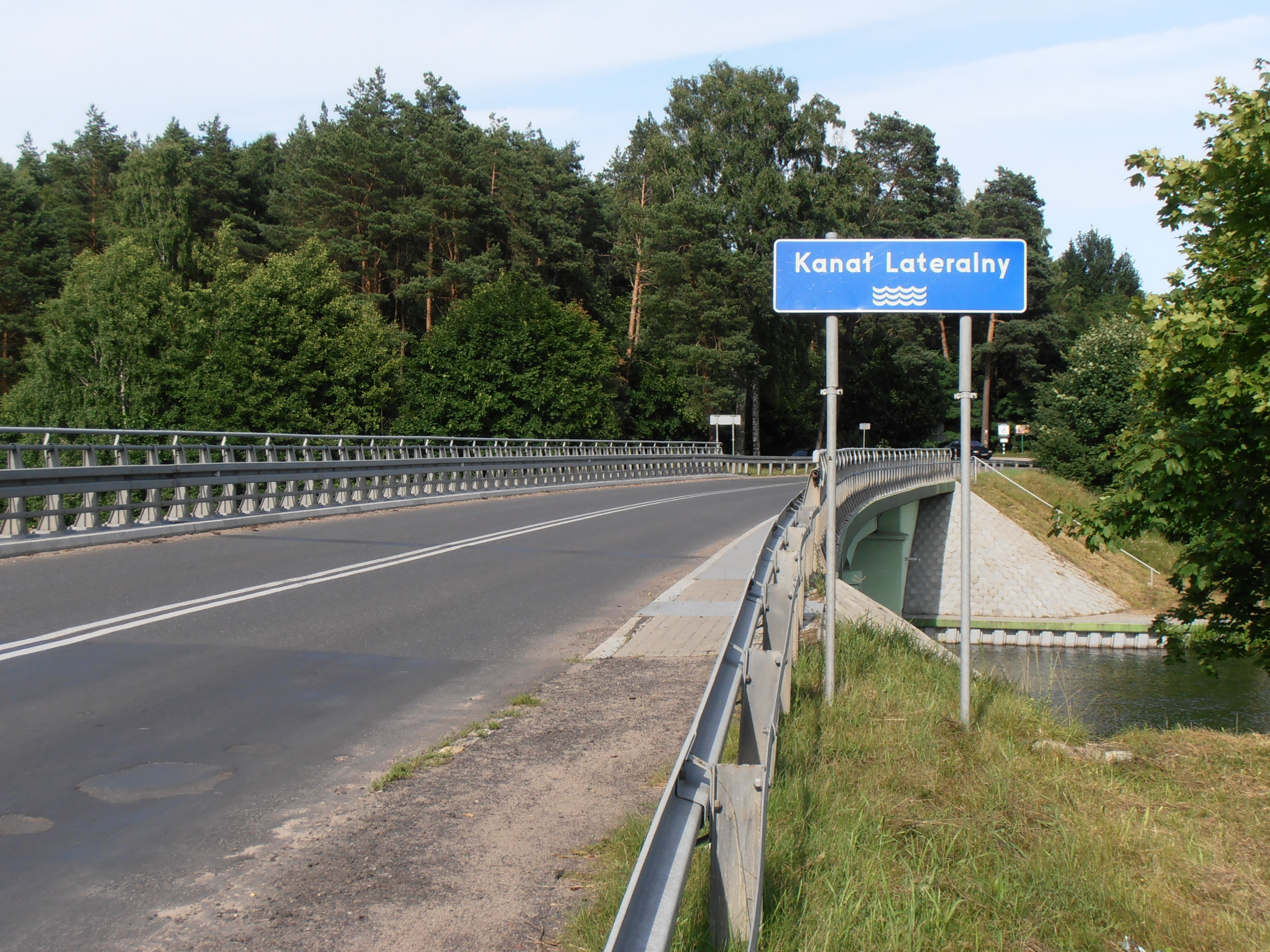
Most nad Kanałem Lateralnym koło Koronowa

Kanały żeglugowe boczne dzielą się na:
- kanały skracające[2][4][5]
- kanały objazdowe (lateralne)[1][2][3][4][5]

Takie zdefiniowanie i rozumienie pojęć odpowiada potocznemu rozumieniu:
- kanału bocznego, jako elementu znajdującego się na boku w stosunku do czegoś[7]
- kanału skracającego jest zgodne z ogólnym, potocznym pojęciem skrótu jako krótszej drogi[8]
- kanału objazdowego, jako opowiadającemu pojęciu objazd, jako objeżdżaniu przeszkody boczną, okrężną drogą oraz omijaniu przeszkody[9]
- kanału lateralnego, jako elementu bocznego, nie leżącego na głównej linii, biegnącego obok rzeki lub jeziora i tym samym pozwalającego na ominięcie przeszkody[10]